# Каневский, Геннадий Леонидович
Геннадий Леонидович Каневский (род. 11 февраля 1965, Москва) — российский поэт и редактор.

## Биография
Геннадий Леонидович Каневский родился 11 февраля 1965 года в Москве.
Окончил Московский институт радиотехники, электроники и автоматики. Работает редактором корпоративного журнала.
Дебютировал в Интернете, участвовал в сетевых литературных объединениях «Рука Москвы» и «Пиитер». Публиковался в журналах «Знамя», «Октябрь», «Воздух», «Новый берег» (Копенгаген), «Волга — XXI век» (Саратов), «Таллин», в альманахе «Абзац» (Москва—Тверь). В 2004 году принял участие в коллективном сборнике «Другие возможности» (Таллин: Agia Triada) совместно с Леной Элтанг, Александром Кабановым и Михаилом Гофайзеном.
Лауреат Петербургского поэтического конкурса «Заблудившийся трамвай» (Петербург, 2005 год, 3-я премия). Победитель турнира Большого слэма 2007 года (в паре с Анной Русс). Лауреат премии «Московский наблюдатель» (2013). Лауреат независимой премии "П" журнального портала Мегалит (2013). Лауреат премии журнала "Октябрь" за лучшую поэтическую публикацию года (2015). Лауреат специальной премии «Московский счёт» (2017).
Согласно лирической автохарактеристике,
Ленив и не люблю спешки, поэтому все эти годы живу в одной и той же квартире. По той же причине долго не публиковал стихи, хотя пишу их уже лет 20. Люблю степь, воздух, лошадей, большие пространства, высокие этажи. Видимо, поэтому живу на втором этаже без балкона. Любимый литгерой — Илья Ильич Обломов.
По мнению поэта и критика Аркадия Штыпеля,

Главный мотив лирики Каневского можно обозначить замыленным словом «экзистенция»; говоря по-русски — осуществление, мандельштамовское «лежу в земле, губами шевеля». Беря в стихах высокую ноту, легко показаться смешным; ироничному от природы Каневскому удается этого избежать.

С мая 2022 года проживает в Израиле, в городе Холон.